# 切尔诺卢钦斯基
切尔诺卢钦斯基（羅馬化：Chernoluchinskiy）是俄罗斯鄂木斯克州的市级镇，属鄂木斯克区，地处鄂木斯克州中南部，西侧靠近鄂毕河主要支流额尔齐斯河，在区行政中心罗斯托夫卡及州府鄂木斯克西北方。
该地2021年人口有1,635人；2010年人口1,681；2002年人口2,724；1989年人口4,130。